# Nil Jurij Luschtschak

Wappen von Nil Yurij Luschtschak

Nil Jurij Luschtschak OFM (ukrainisch Ніл Юрій Лущак; * 22. Mai 1973 in Uschhorod, Ukrainische Sozialistische Sowjetrepublik) ist ein ruthenisch griechisch-katholischer Ordensgeistlicher und Weihbischof in der Eparchie Mukatschewe.

## Leben
Der Bischof von Mukatschewe Iwan Semedi weihte Nil Jurij Luschtschak am 2. Juli 1996 zum Priester. Er trat der Ordensgemeinschaft der Franziskaner bei und legte im Dezember 2012 die ewige Profess ab. 
Papst Benedikt XVI. ernannte ihn am 19. November 2012 zum Titularbischof von Flenucleta und Weihbischof in Mukatschewe. Der Sekretär der Kongregation für die orientalischen Kirchen, Cyril Vasiľ SJ, spendete ihm am 12. Januar 2013 die Bischofsweihe; Mitkonsekratoren waren Milan Šašik CM, Bischof von Mukatschewe, und William Charles Skurla, Erzbischof von Pittsburgh.
Am 20. Juli 2020 bestellte ihn Papst Franziskus zum Apostolischen Administrator sede vacante e ad nutum Sanctae Sedis der Eparchie Mukatschewe. Die Amtseinführung als Apostolischer Administrator erfolgte am 27. September desselben Jahres. Er leitete die Eparchie Mukatschewe fast vier Jahre, bis Papst Franziskus am 8. Mai 2024 Pater Teodor Mazapula zum neuen Diözesanbischof ernannte.

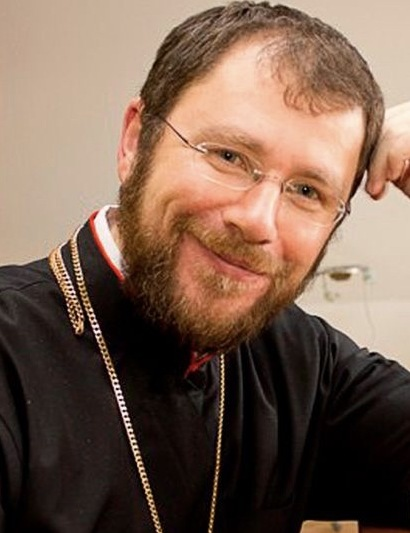
- Das Bild sowie Info über die Beendigung seiner Tätigkeit als Diözesanadministrator wurden hinzugefügt.